# Ordensburg Barten
Die Ordensburg Barten ist eine Anlage des Deutschen Ordens in Barciany.

## Geschichte
Die Ordensburg wurde 1325 durch die Komturei Brandenburg auf dem Platz einer prussischen Fliehburg in Barten errichtet. Zunächst war sie Sitz von Vögten und Pflegern.
Unter Hochmeister Winrich von Kniprode wurde die Burg 1377 zur Komturei und danach massiv ausgebaut. Heinrich von Plauen residierte hier von 1402 bis 1406 als Pfleger.
Zu Beginn des Dreizehnjährigen Kriegs wurde die Ordensburg infolge eines Brandes stark beschädigt, danach aber wieder aufgebaut. Wegen finanzieller Probleme musste der Orden die Burg 1480 verpfänden. Ab 1533 war sie Sitz eines Amtshauptmanns und fungierte ab 1842 als landwirtschaftliches Gut.
Im Ersten Weltkrieg brannte der Nordflügel aus und nach dem Zweiten Weltkrieg wurden Burg und Gut verstaatlicht. Im Jahr 2000 wurde die ehemalige Ordensburg versteigert und stand danach leer.

## Gebäude

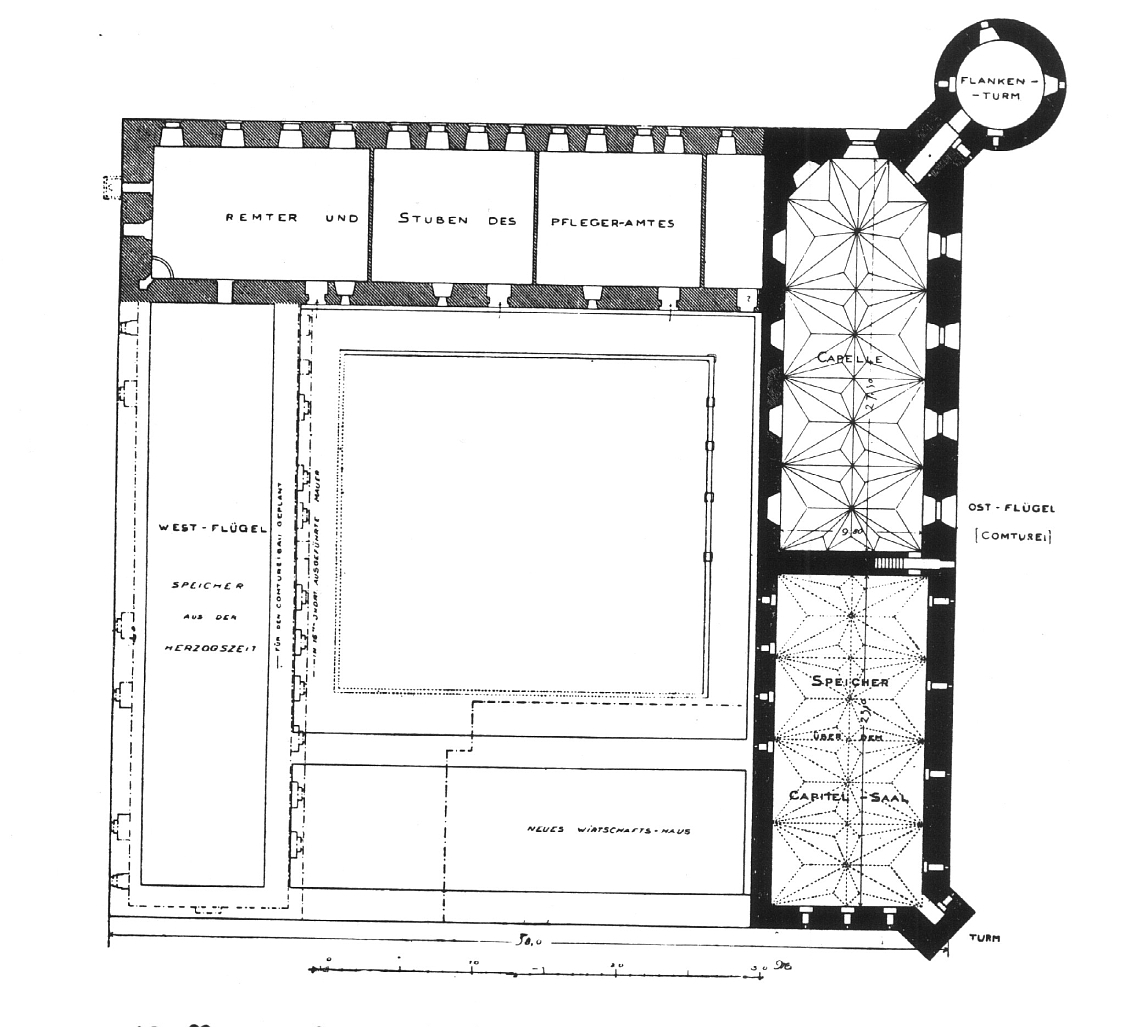
Grundrissplan, erstellt von Conrad Steinbrecht

Östlich gelegen zeigt sich der noch erhaltene Hauptflügel mit Torweg. Im Erdgeschoss befinden sich die Kapelle und der Kapitelsaal.